# تاکه‌هیکو اینواوئه
تاکه‌هیکو اینواوئه (انگلیسی: Takehiko Inoue؛ زادهٔ ۱۲ ژانویهٔ ۱۹۶۷) مانگاکا، کارگردان فیلم، و فیلم‌نامه‌نویس اهل ژاپن است.
همچنین برندهٔ جوایزی همچون جایزه مانگای کودانشا و جایزه فرهنگی تزوکا اوسامو شده‌است.